# Monopterus cuchia
Monopterus cuchia е вид лъчеперка от семейство Synbranchidae. Видът не е застрашен от изчезване.

## Разпространение и местообитание
Разпространен е в Бангладеш, Индия (Аруначал Прадеш, Бихар, Западна Бенгалия, Ориса и Пенджаб), Мианмар, Непал и Пакистан.
Обитава сладководни и полусолени басейни, морета и реки.

## Описание
На дължина достигат до 70 cm.